# Coppa Italia Serie D 1999-2000
La Coppa Italia Serie D 1999-2000, prima edizione della manifestazione, è iniziata il 21 agosto 1999 ed è terminata il 17 maggio 2000 con la vittoria della Castrense.
Prima di questa edizione, le squadre del massimo campionato dilettantistico nazionale hanno disputato 18 edizioni della Coppa Italia Dilettanti.

## Regolamento
Nella prima fase le 162 squadre di Serie D vengono raggruppate sia in gare di andata e ritorno che in triangolari. In seguito vi sono i trentaduesimi di finale, i sedicesimi, gli ottavi, i quarti, le semifinali e la finale.

### Primo turno
| Squadra 1                                | Totale | Squadra 2           | Andata | Ritorno        |
| ---------------------------------------- | ------ | ------------------- | ------ | -------------- |
| andata (22/08/1999) ritorno (29/08/1999) |        |                     |        |                |
| Ivrea                                    | 1 - 2  | Valle d'Aosta       | 0 - 2  | 1 - 0          |
| Volpiano                                 | 2 - 4  | Sangiustese         | 2 - 1  | 0 - 3          |
| Cuneo                                    | 5 - 3  | Moncalieri          | 2 - 0  | 3 - 3          |
| Atletico Milan                           | 3 - 4  | Bellusco            | 3 - 2  | 0 - 2          |
| Romanese                                 | 1 - 2  | Rodengo Saiano      | 0 - 0  | 1 - 2          |
| Sancolombano                             | 1 - 4  | Pizzighettone       | 1 - 4  | 0 - 0          |
| Südtirol-Alto Adige                      | 0 - 4  | Mezzocorona         | 0 - 3  | 0 - 1          |
| Entella                                  | 4 - 4  | Sestrese            | 0 - 4  | 4 - 0(4-5 dcr) |
| Pro Gorizia                              | 2 - 2  | Itala San Marco     | 1 - 0  | 1 - 2          |
| Bassano                                  | 2 - 2  | Thiene              | 1 - 2  | 1 - 0          |
| Bagnolese                                | 2 - 2  | Reggiolo            | 2 - 1  | 0 - 1          |
| Riccione                                 | 2 - 2  | Bellaria            | 1 - 1  | 1 - 1(5-4 dcr) |
| Santarcangiolese                         | 2 - 1  | San Marino          | 2 - 0  | 0 - 1          |
| Venturina                                | 1 - 4  | Grosseto            | 1 - 2  | 0 - 2          |
| San Gimignano                            | 3 - 3  | Colligiana          | 2 - 0  | 1 - 3          |
| Sangiovannese                            | 3 - 3  | Poggibonsi          | 3 - 1  | 0 - 2          |
| Terracina                                | 1 - 2  | Real Cassino        | 0 - 0  | 1 - 2          |
| Olbia                                    | 0 - 0  | Arzachena           | 0 - 0  | 0 - 0(4-3 dcr) |
| Casertana                                | 4 - 3  | Puteolana           | 3 - 2  | 1 - 1          |
| Sorrento                                 | 3 - 2  | Sangiuseppese       | 3 - 2  | 0 - 0          |
| Toma Maglie                              | 1 - 10 | Pro Italia Galatina | 0 - 6  | 1 - 4          |
| Taurisano                                | 4 - 0  | Casarano            | 2 - 0  | 2 - 0          |
| Altamura                                 | 0 - 0  | Taranto             | 0 - 0  | 0 - 0(3-4 dcr) |
| Ruggiero di Lauria                       | 1 - 1  | Rende               | 1 - 1  | 0 - 0          |
| Rossanese                                | 1 - 4  | Corigliano          | 1 - 2  | 0 - 2          |
| Vigor Lamezia                            | 3 - 0  | Vibonese            | 1 - 0  | 2 - 0          |
| Siderno                                  | 1 - 2  | Locri               | 1 - 0  | 0 - 2          |
| Milazzo                                  | 0 - 0  | Igea Virtus         | 0 - 0  | 0 - 0(2-3 dcr) |
| Mazara                                   | 2 - 17 | Sciacca             | 1 - 5  | 1 - 12         |
| Sancataldese                             | 1 - 3  | Gattopardo          | 1 - 3  | 0 - 0          |

#### Gruppo 1
| Squadra        | P.ti | G | V | N | P | GF | GS | DR |
| -------------- | ---- | - | - | - | - | -- | -- | -- |
| 1. Borgosesia  | 6    | 2 | 2 | 0 | 0 | 3  | 0  | +3 |
| 2. Verbania    | 3    | 2 | 1 | 0 | 1 | 2  | 2  | 0  |
| 3. Borgomanero | 0    | 2 | 0 | 0 | 2 | 1  | 4  | -3 |

| 21 agosto 1999 | Borgosesia | 1 – 0 | Verbania |  |

| 29 agosto 1999 | Verbania | 2 – 1 | Borgomanero |  |

| 8 settembre 1999 | Borgomanero | 0 – 2 | Borgosesia |  |

#### Gruppo 2
| Squadra      | P.ti | G | V | N | P | GF | GS | DR |
| ------------ | ---- | - | - | - | - | -- | -- | -- |
| 1. Casale    | 4    | 2 | 1 | 1 | 0 | 4  | 2  | +2 |
| 2. Valenzana | 2    | 2 | 0 | 2 | 0 | 1  | 1  | 0  |
| 3. Pavia     | 1    | 2 | 0 | 1 | 1 | 1  | 3  | -2 |

| 22 agosto 1999 | Valenzana | 0 – 0 | Pavia |  |

| 29 agosto 1999 | Casale | 1 – 1 | Valenzana |  |

| 8 settembre 1999 | Pavia | 1 – 3 | Casale |  |

#### Gruppo 3
| Squadra     | P.ti | G | V | N | P | GF | GS | DR |
| ----------- | ---- | - | - | - | - | -- | -- | -- |
| 1. Voghera  | 4    | 2 | 1 | 1 | 0 | 4  | 0  | +4 |
| 2. Derthona | 4    | 2 | 1 | 1 | 0 | 2  | 1  | +1 |
| 3. Novese   | 0    | 2 | 0 | 0 | 2 | 1  | 6  | -5 |

| 22 agosto 1999 | Derthona | 2 – 1 | Novese |  |

| 29 agosto 1999 | Novese | 0 – 4 | Voghera |  |

| 8 settembre 1999 | Voghera | 0 – 0 | Derthona |  |

#### Gruppo 4
| Squadra         | P.ti | G | V | N | P | GF | GS | DR |
| --------------- | ---- | - | - | - | - | -- | -- | -- |
| 1. Legnano      | 4    | 2 | 1 | 1 | 0 | 1  | 0  | +1 |
| 2. Oggiono      | 3    | 2 | 1 | 0 | 1 | 2  | 2  | 0  |
| 3. Mariano (CO) | 1    | 2 | 0 | 1 | 1 | 1  | 2  | -1 |

| 21 agosto 1999 | Legnano | 1 – 0 | Oggiono |  |

| 29 agosto 1999 | Oggiono | 2 – 1 | Mariano (CO) |  |

| 8 settembre 1999 | Mariano (CO) | 0 – 0 | Legnano |  |

#### Gruppo 5
| Squadra        | P.ti | G | V | N | P | GF | GS | DR |
| -------------- | ---- | - | - | - | - | -- | -- | -- |
| 1. Sant'Angelo | 6    | 2 | 2 | 0 | 0 | 5  | 1  | +4 |
| 2. Fanfulla    | 3    | 2 | 1 | 0 | 1 | 3  | 2  | +1 |
| 3. Cremapergo  | 0    | 2 | 0 | 0 | 2 | 1  | 6  | -5 |

| 22 agosto 1999 | Fanfulla | 3 – 0 | Cremapergo |  |

| 29 agosto 1999 | Cremapergo | 1 – 3 | Sant'Angelo Lodigiano |  |

| 8 settembre 1999 | Sant'Angelo Lodigiano | 2 – 0 | Fanfulla |  |

#### Gruppo 6
| Squadra        | P.ti | G | V | N | P | GF | GS | DR |
| -------------- | ---- | - | - | - | - | -- | -- | -- |
| 1. Trento      | 6    | 2 | 2 | 0 | 0 | 2  | 0  | +2 |
| 2. Arco        | 1    | 2 | 0 | 1 | 1 | 1  | 2  | -1 |
| 3. Settaurense | 1    | 2 | 0 | 1 | 1 | 1  | 2  | -1 |

| 22 agosto 1999 | Settaurense | 0 – 1 | Trento |  |

| 29 agosto 1999 | Arco | 1 – 1 | Settaurense |  |

| 15 settembre 1999 | Trento | 1 – 0 | Arco |  |

#### Gruppo 7
| Squadra        | P.ti | G | V | N | P | GF | GS | DR |
| -------------- | ---- | - | - | - | - | -- | -- | -- |
| 1. Portogruaro | 6    | 2 | 2 | 0 | 0 | 4  | 2  | +2 |
| 2. Pordenone   | 1    | 2 | 0 | 1 | 1 | 1  | 2  | -1 |
| 3. Sanvitese   | 1    | 2 | 0 | 1 | 1 | 1  | 2  | -1 |

| 22 agosto 1999 | Sanvitese | 1 – 2 | Portogruaro-Summaga |  |

| 29 agosto 1999 | Pordenone | 0 – 0 | Sanvitese |  |

| 8 settembre 1999 | Portogruaro-Summaga | 2 – 1 | Pordenone |  |

#### Gruppo 8
| Squadra                 | P.ti | G | V | N | P | GF | GS | DR |
| ----------------------- | ---- | - | - | - | - | -- | -- | -- |
| 1. Adriese              | 3    | 2 | 1 | 0 | 1 | 5  | 4  | +1 |
| 2. Rovigo               | 3    | 2 | 1 | 0 | 1 | 2  | 2  | 0  |
| 3. Chioggia Sottomarina | 3    | 2 | 1 | 0 | 1 | 4  | 5  | -1 |

| 22 agosto 1999 | Adriese | 0 – 2 | Rovigo |  |

| 29 agosto 1999 | Chioggia Sottomarina | 2 – 5 | Adriese |  |

| 8 settembre 1999 | Rovigo | 0 – 2 | Chioggia Sottomarina |  |

#### Gruppo 9
| Squadra       | P.ti | G | V | N | P | GF | GS | DR |
| ------------- | ---- | - | - | - | - | -- | -- | -- |
| 1. Montecchio | 6    | 2 | 2 | 0 | 0 | 4  | 1  | +3 |
| 2. Legnago    | 3    | 2 | 1 | 0 | 1 | 4  | 2  | +2 |
| 3. Arzignano  | 0    | 2 | 0 | 0 | 2 | 0  | 5  | -5 |

| 22 agosto 1999 | Montecchio | 2 – 1 | Legnago |  |

| 29 agosto 1999 | Legnago | 3 – 0 | Arzignano |  |

| 8 settembre 1999 | Arzignano | 0 – 2 | Montecchio |  |

#### Gruppo 10
| Squadra                 | P.ti | G | V | N | P | GF | GS | DR |
| ----------------------- | ---- | - | - | - | - | -- | -- | -- |
| 1. Santa Lucia di Piave | 4    | 2 | 1 | 1 | 0 | 3  | 2  | +1 |
| 2. Martellago           | 3    | 2 | 1 | 0 | 1 | 4  | 1  | +3 |
| 3. Pievigina            | 1    | 2 | 0 | 1 | 1 | 2  | 6  | -4 |

| 22 agosto 1999 | Santa Lucia di Piave | 1 – 0 | Martellago |  |

| 28 agosto 1999 | Martellago | 4 – 0 | Pievigina |  |

| 8 settembre 1999 | Pievigina | 2 – 2 | Santa Lucia di Piave |  |

#### Gruppo 11
| Squadra           | P.ti | G | V | N | P | GF | GS | DR |
| ----------------- | ---- | - | - | - | - | -- | -- | -- |
| 1. Fidenza        | 4    | 2 | 1 | 1 | 0 | 4  | 1  | +3 |
| 2. Crociati Parma | 4    | 2 | 1 | 1 | 0 | 4  | 3  | +1 |
| 3. Casalese       | 0    | 2 | 0 | 0 | 2 | 2  | 6  | -4 |

| 22 agosto 1999 | Fidenza | 1 – 1 | Crociati Parma |  |

| 29 agosto 1999 | Casalese | 0 – 3 | Fidenza |  |

| 8 settembre 1999 | Crociati Parma | 3 – 2 | Casalese |  |

#### Gruppo 12
| Squadra                | P.ti | G | V | N | P | GF | GS | DR |
| ---------------------- | ---- | - | - | - | - | -- | -- | -- |
| 1. Virtus Castelfranco | 6    | 2 | 2 | 0 | 0 | 7  | 3  | +4 |
| 2. Fiorano             | 3    | 2 | 1 | 0 | 1 | 2  | 4  | -2 |
| 3. Felsina San Lazzaro | 0    | 2 | 0 | 0 | 2 | 2  | 4  | -2 |

| 22 agosto 1999 | Virtus Castelfranco | 4 – 1 | Fiorano |  |

| 29 agosto 1999 | Fiorano | 1 – 0 | Felsina San Lazzaro |  |

| 8 settembre 1999 | Felsina San Lazzaro | 2 – 3 | Virtus Castelfranco |  |

#### Gruppo 13
| Squadra         | P.ti | G | V | N | P | GF | GS | DR |
| --------------- | ---- | - | - | - | - | -- | -- | -- |
| 1. Russi        | 6    | 2 | 2 | 0 | 0 | 4  | 2  | +2 |
| 2. Forlì        | 3    | 2 | 1 | 0 | 1 | 2  | 2  | 0  |
| 3. Baracca Lugo | 0    | 2 | 0 | 0 | 2 | 1  | 3  | -2 |

| 22 agosto 1999 | Russi | 2 – 1 | Forlì |  |

| 29 agosto 1999 | Forlì | 1 – 0 | Baracca Lugo |  |

| 8 settembre 1999 | Baracca Lugo | 1 – 2 | Russi |  |

#### Gruppo 14
| Squadra     | P.ti | G | V | N | P | GF | GS | DR |
| ----------- | ---- | - | - | - | - | -- | -- | -- |
| 1. Massese  | 4    | 2 | 1 | 1 | 0 | 4  | 1  | +3 |
| 2. Camaiore | 3    | 2 | 1 | 0 | 1 | 2  | 4  | -2 |
| 3. Versilia | 1    | 2 | 0 | 1 | 1 | 2  | 3  | -1 |

| 22 agosto 1999 | Versilia | 1 – 1 | Massese |  |

| 29 agosto 1999 | Camaiore | 2 – 1 | Versilia |  |

| 8 settembre 1999 | Massese | 3 – 0 | Camaiore |  |

#### Gruppo 15
| Squadra                     | P.ti | G | V | N | P | GF | GS | DR |
| --------------------------- | ---- | - | - | - | - | -- | -- | -- |
| 1. Aglianese                | 4    | 2 | 1 | 1 | 0 | 5  | 4  | +1 |
| 2. Sestese                  | 4    | 2 | 1 | 1 | 0 | 4  | 3  | +1 |
| 3. Lanciotto Campi Bisenzio | 0    | 2 | 0 | 0 | 2 | 1  | 3  | -2 |

| 22 agosto 1999 | Sestese | 1 – 0 | Lanciotto Campi Bisenzio |  |

| 29 agosto 1999 | Lanciotto Campi Bisenzio | 1 – 2 | Aglianese |  |

| 8 settembre 1999 | Aglianese | 3 – 3 | Sestese |  |

#### Gruppo 16
| Squadra             | P.ti | G | V | N | P | GF | GS | DR |
| ------------------- | ---- | - | - | - | - | -- | -- | -- |
| 1. Cerretese        | 6    | 2 | 2 | 0 | 0 | 7  | 1  | +6 |
| 2. Castelfiorentino | 3    | 2 | 1 | 0 | 1 | 2  | 3  | -1 |
| 3. Fucecchio        | 0    | 2 | 0 | 0 | 2 | 1  | 6  | -5 |

| 22 agosto 1999 | Castelfiorentino | 2 – 0 | Fucecchio |  |

| 29 agosto 1999 | Fucecchio | 1 – 4 | Cerretese |  |

| 8 settembre 1999 | Cerretese | 3 – 0 | Castelfiorentino |  |

#### Gruppo 17
| Squadra        | P.ti | G | V | N | P | GF | GS | DR |
| -------------- | ---- | - | - | - | - | -- | -- | -- |
| 1. Fano        | 4    | 2 | 1 | 1 | 0 | 5  | 4  | +1 |
| 2. Sansepolcro | 3    | 2 | 1 | 0 | 1 | 6  | 4  | +2 |
| 3. Urbania     | 1    | 2 | 0 | 1 | 1 | 1  | 4  | -3 |

| 22 agosto 1999 | Urbania | 1 – 1 | Fano |  |

| 29 agosto 1999 | Sansepolcro | 3 – 0 | Urbania |  |

| 8 settembre 1999 | Fano | 4 – 3 | Sansepolcro |  |

#### Gruppo 18
| Squadra             | P.ti | G | V | N | P | GF | GS | DR |
| ------------------- | ---- | - | - | - | - | -- | -- | -- |
| 1. Civitanovese     | 4    | 2 | 1 | 1 | 0 | 3  | 0  | +3 |
| 2. Jesi             | 2    | 2 | 0 | 2 | 0 | 0  | 0  | +0 |
| 3. Vigor Senigallia | 1    | 2 | 0 | 1 | 1 | 0  | 3  | -3 |

| 22 agosto 1999 | Vigor Senigallia | 0 – 3 | Civitanovese |  |

| 29 agosto 1999 | Jesi | 0 – 0 | Vigor Senigallia |  |

| 8 settembre 1999 | Civitanovese | 0 – 0 | Jesi |  |

#### Gruppo 19
| Squadra           | P.ti | G | V | N | P | GF | GS | DR |
| ----------------- | ---- | - | - | - | - | -- | -- | -- |
| 1. Monturanese    | 6    | 2 | 2 | 0 | 0 | 2  | 0  | +2 |
| 2. Sambenedettese | 3    | 2 | 1 | 0 | 1 | 3  | 3  | +0 |
| 3. Tolentino      | 0    | 2 | 0 | 0 | 2 | 2  | 4  | -2 |

| 22 agosto 1999 | Tolentino | 2 – 3 | Sambenedettese |  |

| 29 agosto 1999 | Monturanese | 1 – 0 | Tolentino |  |

| 8 settembre 1999 | Sambenedettese | 0 – 1 | Monturanese |  |

#### Gruppo 20
| Squadra              | P.ti | G | V | N | P | GF | GS | DR |
| -------------------- | ---- | - | - | - | - | -- | -- | -- |
| 1. Umbertide Tiberis | 4    | 2 | 1 | 1 | 0 | 2  | 1  | +1 |
| 2. Foligno           | 3    | 2 | 1 | 0 | 1 | 5  | 3  | +2 |
| 3. Città di Castello | 1    | 2 | 0 | 1 | 1 | 1  | 4  | -3 |

| 22 agosto 1999 | Città di Castello | 0 – 0 | Umbertide Tiberis |  |

| 29 agosto 1999 | Foligno | 4 – 1 | Città di Castello |  |

| 8 settembre 1999 | Umbertide Tiberis | 2 – 1 | Foligno |  |

#### Gruppo 21
| Squadra           | P.ti | G | V | N | P | GF | GS | DR |
| ----------------- | ---- | - | - | - | - | -- | -- | -- |
| 1. Castrense      | 6    | 2 | 2 | 0 | 0 | 4  | 0  | +4 |
| 2. Civitavecchia  | 1    | 2 | 0 | 1 | 1 | 1  | 3  | -2 |
| 3. Fortitudo Nepi | 1    | 2 | 0 | 1 | 1 | 1  | 3  | -2 |

| 22 agosto 1999 | Fortitudo Nepi | 0 – 2 | Castrense |  |

| 29 agosto 1999 | Civitavecchia | 1 – 1 | Fortitudo Nepi |  |

| 8 settembre 1999 | Castrense | 2 – 0 | Civitavecchia |  |

#### Gruppo 22
| Squadra      | P.ti | G | V | N | P | GF | GS | DR |
| ------------ | ---- | - | - | - | - | -- | -- | -- |
| 1. Astrea    | 4    | 2 | 1 | 1 | 0 | 1  | 0  | +1 |
| 2. Ladispoli | 3    | 2 | 1 | 0 | 1 | 2  | 1  | +1 |
| 3. Fregene   | 1    | 2 | 0 | 1 | 1 | 0  | 2  | -2 |

| 22 agosto 1999 | Ladispoli | 2 – 0 | Fregene |  |

| 29 agosto 1999 | Fregene | 0 – 0 | Astrea |  |

| 8 settembre 1999 | Astrea | 1 – 0 | Ladispoli |  |

#### Gruppo 23
| Squadra     | P.ti | G | V | N | P | GF | GS | DR |
| ----------- | ---- | - | - | - | - | -- | -- | -- |
| 1. Rieti    | 6    | 2 | 2 | 0 | 0 | 5  | 0  | +5 |
| 2. Guidonia | 1    | 2 | 0 | 1 | 1 | 1  | 2  | -1 |
| 3. Tivoli   | 1    | 2 | 0 | 1 | 1 | 1  | 5  | -4 |

| 22 agosto 1999 | Tivoli | 0 – 4 | Rieti |  |

| 29 agosto 1999 | Guidonia | 1 – 1 | Tivoli |  |

| 8 settembre 1999 | Rieti | 1 – 0 | Guidonia |  |

#### Gruppo 24
| Squadra            | P.ti | G | V | N | P | GF | GS | DR |
| ------------------ | ---- | - | - | - | - | -- | -- | -- |
| 1. Pro Cisterna    | 6    | 2 | 2 | 0 | 0 | 2  | 0  | +2 |
| 2. Latina          | 3    | 2 | 1 | 0 | 1 | 3  | 1  | +2 |
| 3. Castelli Romani | 0    | 2 | 0 | 0 | 2 | 0  | 4  | -4 |

| 22 agosto 1999 | Pro Cisterna | 1 – 0 | Latina |  |

| 29 agosto 1999 | Latina | 3 – 0 | Castelli Romani |  |

| 8 settembre 1999 | Castelli Romani | 0 – 1 | Pro Cisterna |  |

#### Gruppo 25
| Squadra      | P.ti | G | V | N | P | GF | GS | DR |
| ------------ | ---- | - | - | - | - | -- | -- | -- |
| 1. Ceccano   | 4    | 2 | 1 | 1 | 0 | 1  | 0  | +1 |
| 2. Frosinone | 3    | 2 | 1 | 0 | 1 | 2  | 1  | +1 |
| 3. Anagni    | 1    | 2 | 0 | 1 | 1 | 0  | 2  | -2 |

| 22 agosto 1999 | Ceccano | 1 – 0 | Frosinone |  |

| 29 agosto 1999 | Frosinone | 2 – 0 | Anagni |  |

| 8 settembre 1999 | Anagni | 0 – 0 | Ceccano |  |

#### Gruppo 26
| Squadra           | P.ti | G | V | N | P | GF | GS | DR |
| ----------------- | ---- | - | - | - | - | -- | -- | -- |
| 1. Villacidrese   | 4    | 2 | 1 | 1 | 0 | 2  | 1  | +1 |
| 2. Selargius      | 3    | 2 | 1 | 0 | 1 | 3  | 2  | +1 |
| 3. Atletico Elmas | 1    | 2 | 0 | 1 | 1 | 0  | 2  | -2 |

| 22 agosto 1999 | Atletico Elmas | 0 – 0 | Villacidrese |  |

| 28 agosto 1999 | Selargius | 2 – 0 | Atletico Elmas |  |

| 8 settembre 1999 | Villacidrese | 2 – 1 | Selargius |  |

#### Gruppo 27
| Squadra          | P.ti | G | V | N | P | GF | GS | DR |
| ---------------- | ---- | - | - | - | - | -- | -- | -- |
| 1. Pro Vasto     | 6    | 2 | 2 | 0 | 0 | 4  | 0  | +4 |
| 2. R.C. Angolana | 1    | 2 | 0 | 1 | 1 | 0  | 1  | -1 |
| 3. Ortona        | 1    | 2 | 0 | 1 | 1 | 0  | 3  | -3 |

| 22 agosto 1999 | R.C. Angolana | 0 – 1 | Pro Vasto |  |

| 29 agosto 1999 | Ortona | 0 – 0 | R.C. Angolana |  |

| 8 settembre 1999 | Pro Vasto | 3 – 0 | Ortona |  |

#### Gruppo 28
| Squadra       | P.ti | G | V | N | P | GF | GS | DR |
| ------------- | ---- | - | - | - | - | -- | -- | -- |
| 1. Isernia    | 4    | 2 | 1 | 1 | 0 | 2  | 1  | +1 |
| 2. Campobasso | 3    | 2 | 1 | 0 | 1 | 3  | 3  | +0 |
| 3. Bojano     | 1    | 2 | 0 | 1 | 1 | 3  | 4  | -1 |

| 22 agosto 1999 | Campobasso | 3 – 2 | Bojano |  |

| 29 agosto 1999 | Bojano | 1 – 1 | Isernia |  |

| 8 settembre 1999 | Isernia | 1 – 0 | Campobasso |  |

#### Gruppo 29
| Squadra           | P.ti | G | V | N | P | GF | GS | DR |
| ----------------- | ---- | - | - | - | - | -- | -- | -- |
| 1. Viribus Unitis | 4    | 2 | 1 | 1 | 0 | 2  | 1  | +1 |
| 2. Ottaviano      | 2    | 2 | 0 | 2 | 0 | 0  | 0  | +0 |
| 3. Palmese        | 1    | 2 | 0 | 1 | 1 | 1  | 2  | -1 |

| 22 agosto 1999 | Viribus Unitis | 2 – 1 | Palmese |  |

| 29 agosto 1999 | Palmese | 0 – 0 | Ottaviano |  |

| 8 settembre 1999 | Ottaviano | 0 – 0 | Viribus Unitis |  |

#### Gruppo 30
| Squadra           | P.ti | G | V | N | P | GF | GS | DR |
| ----------------- | ---- | - | - | - | - | -- | -- | -- |
| 1. Nuovo Terzigno | 4    | 2 | 1 | 1 | 0 | 3  | 1  | +2 |
| 2. Paganese       | 4    | 2 | 1 | 1 | 0 | 2  | 0  | +2 |
| 3. Pro Ebolitana  | 0    | 2 | 0 | 0 | 2 | 1  | 5  | -4 |

| 22 agosto 1999 | Nuovo Terzigno | 3 – 1 | Pro Ebolitana |  |

| 8 settembre 1999 | Pro Ebolitana | 0 – 2 | Paganese |  |

| 15 settembre 1999 | Paganese | 0 – 0 | Nuovo Terzigno |  |

#### Gruppo 31
| Squadra             | P.ti | G | V | N | P | GF | GS | DR |
| ------------------- | ---- | - | - | - | - | -- | -- | -- |
| 1. Manfredonia      | 6    | 2 | 2 | 0 | 0 | 4  | 1  | +3 |
| 2. Barletta         | 3    | 2 | 1 | 0 | 1 | 2  | 3  | -1 |
| 3. Audace Cerignola | 0    | 2 | 0 | 0 | 2 | 2  | 4  | -2 |

| 22 agosto 1999 | Cerignola | 1 – 2 | Manfredonia |  |

| 28 agosto 1999 | Barletta | 2 – 1 | Cerignola |  |

| 8 settembre 1999 | Manfredonia | 2 – 0 | Barletta |  |

#### Gruppo 32
| Squadra               | P.ti | G | V | N | P | GF | GS | DR |
| --------------------- | ---- | - | - | - | - | -- | -- | -- |
| 1. Virtus Locorotondo | 4    | 2 | 1 | 1 | 0 | 3  | 2  | +1 |
| 2. Martina            | 2    | 2 | 0 | 2 | 0 | 4  | 4  | +0 |
| 3. Rutigliano         | 1    | 2 | 0 | 1 | 1 | 2  | 3  | -1 |

| 22 agosto 1999 | Martina | 2 – 2 | Virtus Locorotondo |  |

| 29 agosto 1999 | Rutigliano | 2 – 2 | Martina |  |

| 8 settembre 1999 | Virtus Locorotondo | 1 – 0 | Rutigliano |  |

#### Gruppo 33
| Squadra       | P.ti | G | V | N | P | GF | GS | DR |
| ------------- | ---- | - | - | - | - | -- | -- | -- |
| 1. Potenza    | 4    | 2 | 1 | 1 | 0 | 6  | 1  | +5 |
| 2. Melfi      | 4    | 2 | 1 | 1 | 0 | 1  | 0  | +1 |
| 3. Ferrandina | 0    | 2 | 0 | 0 | 2 | 1  | 7  | -6 |

| 22 agosto 1999 | Ferrandina | 0 – 1 | Melfi |  |

| 28 agosto 1999 | Potenza | 6 – 1 | Ferrandina |  |

| 8 settembre 1999 | Melfi | 0 – 0 | Potenza |  |

#### Gruppo 34
| Squadra        | P.ti | G | V | N | P | GF | GS | DR |
| -------------- | ---- | - | - | - | - | -- | -- | -- |
| 1. Caltagirone | 4    | 2 | 1 | 1 | 0 | 4  | 3  | +1 |
| 2. Vittoria    | 4    | 2 | 1 | 1 | 0 | 3  | 2  | +1 |
| 3. Ragusa      | 0    | 2 | 0 | 0 | 2 | 1  | 3  | -2 |

| 22 agosto 1999 | Vittoria | 2 – 2 | Caltagirone |  |

| 28 agosto 1999 | Ragusa | 0 – 1 | Vittoria |  |

| 8 settembre 1999 | Caltagirone | 2 – 1 | Ragusa |  |

### Trentaduesimi di finale
| Squadra 1                                | Totale | Squadra 2           | Andata | Ritorno        |
| ---------------------------------------- | ------ | ------------------- | ------ | -------------- |
| andata (29/09/1999) ritorno (06/10/1999) |        |                     |        |                |
| Valle d'Aosta                            | 2 - 1  | Borgosesia          | 0 - 0  | 2 - 1          |
| Sangiustese                              | 1 - 4  | Cuneo               | 0 - 2  | 1 - 2          |
| Villacidrese                             | 3 - 1  | Olbia               | 3 - 1  | 0 - 0          |
| Rodengo Saiano                           | 3 - 3  | Bellusco            | 1 - 2  | 2 - 1(5-2 dcr) |
| Voghera                                  | 3 - 3  | Casale              | 2 - 1  | 1 - 2(4-5 dcr) |
| Pizzighettone                            | 2 - 4  | Fidenza             | 1 - 3  | 1 - 1          |
| Mezzocorona                              | 1 - 7  | Thiene              | 1 - 5  | 0 - 2          |
| Adriese                                  | 2 - 2  | Santa Lucia         | 1 - 1  | 1 - 1(4-5 dcr) |
| Portogruaro                              | 2 - 10 | Pro Gorizia         | 1 - 2  | 1 - 8          |
| Massese                                  | 2 - 5  | Sestrese            | 1 - 3  | 1 - 2          |
| Cerretese                                | 5 - 3  | Aglianese           | 2 - 0  | 3 - 3          |
| Fano                                     | 4 - 4  | Riccione            | 2 - 2  | 2 - 2(4-3 dcr) |
| Poggibonsi                               | 1 - 0  | San Gimignano       | 0 - 0  | 1 - 0          |
| Castrense                                | 2 - 1  | Grosseto            | 0 - 0  | 2 - 1          |
| Umbertide Tiberis                        | 1 - 2  | Rieti               | 1 - 1  | 0 - 1          |
| Civitanovese                             | 5 - 2  | Monturanese         | 3 - 0  | 2 - 2          |
| Astrea                                   | 3 - 2  | Pro Cisterna        | 2 - 0  | 1 - 2          |
| Real Cassino                             | 4 - 0  | Ceccano             | 2 - 0  | 2 - 0          |
| Pro Vasto                                | 0 - 1  | Isernia             | 0 - 1  | 0 - 0          |
| Viribus Unitis                           | 2 - 2  | Casertana           | 0 - 0  | 2 - 2          |
| Nuovo Terzigno                           | 5 - 2  | Sorrento            | 5 - 2  | 0 - 0          |
| Manfredonia                              | 6 - 3  | Potenza             | 3 - 2  | 3 - 1          |
| Virtus Locorotondo                       | 5 - 1  | Taranto             | 3 - 0  | 2 - 1          |
| Corigliano                               | 2 - 1  | Rende               | 1 - 0  | 1 - 1          |
| Locri                                    | 3 - 2  | Vigor Lamezia       | 1 - 0  | 2 - 2          |
| Caltagirone                              | 2 - 8  | Igea Virtus         | 0 - 2  | 2 - 6          |
| Gattopardo                               | 4 - 2  | Sciacca             | 0 - 0  | 4 - 2          |
| Sant'Angelo                              | 4 - 2  | Legnano             | 2 - 0  | 2 - 2          |
| Trento                                   | 2 - 3  | Montecchio          | 2 - 0  | 0 - 3          |
| Reggiolo                                 | 4 - 4  | Virtus Castelfranco | 2 - 2  | 2 - 2(5-6 dcr) |
| Santarcangiolese                         | 2 - 1  | Russi               | 2 - 0  | 0 - 1          |
| Pro Italia Galatina                      | 5 - 3  | Taurisano           | 3 - 1  | 2 - 2          |

### Sedicesimi di finale
| Squadra 1                                | Totale | Squadra 2           | Andata | Ritorno |
| ---------------------------------------- | ------ | ------------------- | ------ | ------- |
| andata (10/11/1999) ritorno (17/11/1999) |        |                     |        |         |
| Sant'Angelo                              | 2 - 2  | Rodengo Saiano      | 1 - 2  | 1 - 0   |
| Virtus Castelfranco                      | 7 - 8  | Santarcangiolese    | 2 - 4  | 5 - 4   |
| Isernia                                  | 1 - 2  | Real Cassino        | 1 - 2  | 0 - 0   |
| Cuneo                                    | 3 - 5  | Sestrese            | 3 - 4  | 0 - 1   |
| Casale                                   | 3 - 6  | Valle d'Aosta       | 3 - 2  | 0 - 4   |
| Thiene                                   | 0 - 1  | Montecchio          | 0 - 0  | 0 - 1   |
| Pro Gorizia                              | 0 - 1  | Santa Lucia         | 0 - 0  | 0 - 1   |
| Fidenza                                  | 1 - 4  | Cerretese           | 0 - 3  | 1 - 1   |
| Poggibonsi                               | 3 - 5  | Castrense           | 3 - 3  | 0 - 2   |
| Fano                                     | 1 - 2  | Civitanovese        | 0 - 0  | 1 - 2   |
| Rieti                                    | 3 - 1  | Astrea              | 2 - 0  | 1 - 1   |
| Villacidrese                             | 0 - 2  | Nuovo Terzigno      | 0 - 1  | 0 - 1   |
| Manfredonia                              | 1 - 4  | Viribus Unitis      | 0 - 3  | 1 - 1   |
| Virtus Locorotondo                       | 3 - 2  | Pro Italia Galatina | 1 - 1  | 2 - 1   |
| Locri                                    | 1 - 2  | Corigliano          | 1 - 0  | 0 - 2   |
| Igea Virtus                              | 2 - 3  | Gattopardo          | 1 - 1  | 1 - 2   |

### Ottavi di finale
| Squadra 1                                | Totale | Squadra 2          | Andata | Ritorno |
| ---------------------------------------- | ------ | ------------------ | ------ | ------- |
| andata (08/12/1999) ritorno (15/12/1999) |        |                    |        |         |
| Montecchio                               | 5 - 4  | Santa Lucia        | 2 - 2  | 3 - 2   |
| Rodengo Saiano                           | 3 - 1  | Valle d'Aosta      | 1 - 0  | 2 - 1   |
| Sestrese                                 | 1 - 7  | Cerretese          | 1 - 3  | 0 - 4   |
| Civitanovese                             | 3 - 6  | Santarcangiolese   | 1 - 3  | 2 - 3   |
| Nuovo Terzigno                           | 4 - 2  | Real Cassino       | 1 - 1  | 3 - 1   |
| Castrense                                | 2 - 0  | Rieti              | 0 - 0  | 2 - 0   |
| Viribus Unitis                           | 3 - 1  | Virtus Locorotondo | 1 - 0  | 2 - 1   |
| Gattopardo                               | 1 - 0  | Corigliano         | 1 - 0  | 0 - 0   |

### Quarti di finale
| Squadra 1                                | Totale | Squadra 2        | Andata | Ritorno        |
| ---------------------------------------- | ------ | ---------------- | ------ | -------------- |
| andata (02/02/2000) ritorno (09/02/2000) |        |                  |        |                |
| Castrense                                | 3 - 2  | Nuovo Terzigno   | 2 - 1  | 1 - 1          |
| Gattopardo                               | 2 - 2  | Viribus Unitis   | 1 - 1  | 1 - 1(3-4 dcr) |
| Rodengo Saiano                           | 1 - 2  | Montecchio       | 0 - 2  | 1 - 0          |
| Cerretese                                | 6 - 1  | Santarcangiolese | 4 - 1  | 2 - 0          |

### Semifinali
| Squadra 1                                | Totale | Squadra 2 | Andata | Ritorno |
| ---------------------------------------- | ------ | --------- | ------ | ------- |
| andata (01/03/2000) ritorno (08/03/2000) |        |           |        |         |
| Viribus Unitis                           | 3 - 4  | Castrense | 1 - 3  | 2 - 1   |
| Montecchio                               | 6 - 4  | Cerretese | 5 - 2  | 1 - 2   |

### Finale
| Squadra 1  | Totale | Squadra 2 | Andata     | Ritorno    |
| ---------- | ------ | --------- | ---------- | ---------- |
|            |        |           | 10.05.2000 | 17.05.2000 |
| Montecchio | 1 - 6  | Castrense | 1 - 2      | 0 - 4      |

| Arbitro: | Brunialti (Trento) |

| |            | |
| Misturini 80’ (rig.)                                                                                              | Marcatori  | 47’ M'Kondia 70’ Lazzerini |
| Corrà Paccani De Toni Noro Paganin Zuppini Zuccon (64' Mecenero) Cappellini (83' Ertolupi) Misturini Finetti Brun | Formazioni | Angelucci Baldolini Bertarelli Cioffi Paradisi Moriani (64' Quadrini) Salamone M'Kondia (78' Rossetti) Cavallo Lazzerini Palazzini (90' Bechini) |
| Viviani | Allenatori | Solimina |

| Arbitro: | Marti (Modena) |

| |            | |
| Salamone 34’, 55’ Moriani 50’ Cavallo 89’ | Marcatori  | |
| Angelucci Baldolini Camilli Cioffi (70' Palazzini) Paradisi (81' Colonnelli) Moriani Salamone M'Kondia Cavallo (62' Quadrini) Lazzerini Rossetti | Formazioni | Corrà Paccani De Toni Noro Paganin Barban Brun (56' Perenzoni) Cappellini Mecenero (56' Bedin) Zuccon Borriero |
| Solimina | Allenatori | Viviani |